# Нишмат
Нишмат (от смихут мишн. ивр. נשמת‎ — «дыхание») в талмудическом иудаизме — пиют, субботняя и праздничная вставка-введение к краткому славословию «Иштабах». Псукей де-зимра, барух ше-амар, нишмат, иштабах являются единой частью иудейского утреннего богослужения. Покаянные пиюты будней (авину малкену, ми ше-ана, эль мелех иошев, эль эрех апаим, шомер исраэль, ве-ху рахум) молитвы «Шемоне-Эсре» пели по будням, а по праздникам иудейское богослужение наполняли благодарственными пиютами псукей де-зимра (барух ше-амар, ашрей, псалмы, шират ха-ям, нишмат, иштабах).
Нишмат первоначально являлась благодарственной молитвой за дождь. Также оба нишмат и иштабах вместе названы благословением песни (ברכת השיר‎) для пения над четвёртым кубком вина в завершение пасхальной трапезы.
Нишмат в сефардской и ашкеназской редакциях незначительно различаются.

## Текст
Нишмат в сефардской и ашкеназской редакциях незначительно различаются. В обеих редакциях содержится фраза «если бы наши уста были полны песен, как море», о которой в вавилонском Талмуде (Брахот 59 б) разъяснено, что этими словами начиналась благодарственная молитва за ниспослание своевременного дождя, и поучение, что Бога следует благодарить за каждую каплю воды. Это благодарение за дождь и является более древней частью нишмат, остальные фразы, в зависимости от редакции, являются более позднего происхождения. Нишмат начата с призыва славословить Бога, что контрастирует с Псалтирью, но свойственно синагогальному обычаю.
Сефардская редакция содержит много цитат из Псалтири, что нетипично для вавилонской традиции. Молитва «Нишмат» переполнена славословием Богу (что порицалось в вавилонских академиях) и сочинена витиеватым поэтическим «языком» Востока в ярких аллегориях. В нишмат все обращания к Богу составлены во 2-м лице, что неожиданно для славословий, которые обычно составлены с хвалой Богу в 3-м лице. В сефардской редакции использованы цитаты из 34:10, 68:34, 32:1.
Ашкеназская редакция состоит приблизительно из 340 слов. Глагол קלס‎ (от греческого καλός) в конце немецкого ритуала доказывает влияние Тивериады Галилейской (палестинской традиции). Фраза в начале «кроме Тебя у нас нет Царя, освободителя, спасителя» является антихристианской позднейшей вставкой в нишмат. Позднейшей прибавкой следует считать и акростих в конце нишмат, сокрытый во фразе «ртом непорочных да восхвалится, и речами праведных да благословится, и языком святых да восславится, и жертвой святых да освятится», так как, несмотря на то, что стихи, начальные буквы которых идут в алфавитном порядке, очень раннего происхождения, акростих — явление сравнительно позднее. В ашкеназской редакции использованы цитаты из 32:1, 34:10, 102:1.

Дыхание всякое живое да благословит и восхвалит имя Твоё, Господи, Боже наш, и дух всякой плоти да славит и превозносит Тебя, Царь наш, вечно из рода в род во веки веков!
Ты есть Бог, и кроме Тебя нет богов и царей, Избавляющий и Исцеляющий, Искупающий и Спасающий, Помогающий и Поддерживающий, и Милующий, и Отвечающий во всякий час беды, но лишь Тебя благодарим!
О, если б рот и язык наши полны были б песнею словно море волнами, и уста наши подобны простору тверди небесной, и очи наши как полуденное солнце с полнолунием, и руки наши как орлы небесные, и ноги наши как лани, то и тогда б не смогли мы выразить благодарность Тебе, Господи, Боже наш, и благословить, и освятить имя Твоё, Царь наш, хотя б даже за единственное из тысячи тысяч и тысяч, и множества множеств благ, чудес и знамений, что явил нам и отцам нашим, а ранее вывел нас из Египта, Господи, Боже наш, из рабства выкупил нас, Царь наш, когда был глад, питал нас, а когда было изобилие великое, баловал нас, от меча спасал нас, от мора уберегал, от язв многих тяжких лечил нас, Царь наш, до ныне поддерживаешь нас по милости Своей, Господи, Боже наш, и да не покинь нас нынче!
Члены, которыми наделил Ты нас, и язык, что во рту нашем, и дух, и дыхание, что вдунул Ты в лица наши, да возблагодарят, и благословят, и восславят, и восхвалят, и превознесут имя Твоё, Царь наш, за знамения чудес Твоих, ибо всяк рот Тебя да возблагодарит, и всяк язык Тебя да восславит, и всяко око Тебя да узрит, и всяко колено к Тебе да склонит, и всяк стан пред Тобою [до земли] да преклонится и да помолится, и все сердца да устрашатся Тебя и приблизятся, и нутром воспоют имени Твоему «все кости мои скажут: Господи! кто подобен Тебе, избавляющему слабого от сильного, бедного и нищего от грабителя его?».
Утешающий угнетённых есть Ты, станет слышим вопль, услышан и спасён, ведь написано, «ибо Господь внемлет нищим и не пренебрегает узников Своих», и написано, «радуйтесь, праведные, о Господе, правым прилично славословить».
Ртом непорочных да восхвалится, и речами праведных да благословится, и языком святых да восславится, и жертвой святых да освятится!
И посреди многочисленной толпы народа Твоего, всего дома Израильского, наследие Твоё да увеличивается и процветает!
Оригинальный текст (иврит)נשמת כל חי תברך תהלל את שמך יהוה אלהינו ורוח כל בשר לך תפאר ותרומם את זכרך מלכנו תמיד לדור ודור מעולם ועד עולם אתה הוא אל ובלעדיך אין אלהים ואין לנו מלך גואל ומושיע פודה ומציל עוזר וסומך ומרחם ועונה בכל עת צרה אלא אתה ולך אנחנו מודים ואלו פינו מלא שירה כים לשוננו רנה כהמון גליו ושפתותינו כרחבי הרקיע ועינינו כשמש וירח וידינו כנשרי שמים ורגלינו כאילות אין אנו מספיקין להודות לך יהוה אלהינו ולברך ולקדש את שמך מלכנו על אחת מאלף אלפי אלפים ומרבוא רבבות פעמים הטובות נסין וגבורות שעשית עמנו ועם אבותינו מלפנים ועד הנה ממצרים הוצאתנו יהוה אלהינו מבית עבדים פדיתנו מלכנו ברעב זנתנו ובשבע גדול כלכלתנו מחרב הצלתנו מדבר מלטתנו מחלאים רעים רבים רפיתנו מלכנו ועד הנה עזרונו רחמיך יהוה אלהינו ולא עזבונו עכשו איברים שפלגת בנו ולשון ששמת בתוך פינו ורוח ונשמה שנפחתה באפנו המה יודו ויברכו וישבחו ויפארו וירוממו את שמך וזכרך מלכנו על נסי פלאיך כי כל פה לך יודה וכל לשון לך ישבח וכל עין לך תצפה וכל ברך לך תכרע וכל קומה לפניך תשתחוה ותתפלל וכל לבבות ייראוך וקרבים וכליות יזמרו לשמך גם כל העצמות תאמרנה יהוה מי כמוך מציל עני מחזק ממנו ועני ואביון מגוזלו שועת עניים אתה תשמע צעקת הדל תקשיב ותושיע וכתוב כִּי שֹׁמֵעַ אֶל אֶבְיוֹנִים יְהוָה וְאֶתאֲסִירָיו לֹא בָזָה וכתוב רַנְּנוּ צַדִּיקִים בַּיהוָה לַיְשָׁרִים נָאוָה תְהִלָּה בפי ישרים תתהלל ובדברי צדיקים תתברך ובלשון חסידים תשתבח ובקרב קדושים תתקדש ובמקהלות רבבות עמך כל בית ישראל נחלתך יאמן ייחד יגדל ויגבה‎
— Сидур «Кита́б Га́ми ас-Саля́уат уат-Тасаби́х» Саадьи гаона